# Křižovatka
Křižovatka (in tedesco Klinghart) è un comune della Repubblica Ceca facente parte del distretto di Cheb, nella regione di Karlovy Vary.

## Geografia fisica
I comuni limitrofi sono Velký Luh ad ovest, Steingrub, Vackov, Dolní Luby, Božetín, Smrčina, Luby ed Opatov a nord, Hrzín, Lesná, Nový Kostel e Mlýnek ad est e Nová Ves, Suchá, Zelená, Děvín, Starý Rybník, Skalná e Kateřina a sud.

## Storia
La fonte scritta più antica che menziona questo paese risale al 1382, ma la sua origine risale ai primi anni del XII secolo.

## Monumenti
- Chiesa di S. Caterina, costruita ai primi del XIII secolo. L'ultima ricostruzione ha avuto luogo nel 1770